# Фитингоф, Борис Иванович
Бори́с Ива́нович Фитинго́ф-Шель (1767—1828) — русский ботаник. Тайный советник.

## Биография
Сын сенатора И. Ф. Фитингофа родился в Риге 12 (23) декабря 1767 года. С 1784 года изучал право в Стасбурге и Гёттингене.
С 1790 года — камер-юнкер наследника престола Павла Петровича, затем камергер. С 1796 года — гофмаршал вел. князя Константина Павловича. В 1792 году, после смерти отца, унаследовал большое количество имений, в числе которых был усадьба Мариенбург, которую он стал перестраивать по образцу Павловского дворцового парка; в частности, в парке был установлен обелиск в честь отца; в 1822 году он принимал в своей усадьбе императора Александра I и тогда же был пожалован орденом Св. Анны 1-й степени. 
С 4 июля 1802 года был почётным членом Петербургской академии наук. Занимался преимущественно изучением русской флоры и совместно с Георгом Гофманом издал в Москве на латинском языке сочинение «Hortus siccus Caucasicus seu plantae rariores in regionibus Caucasicis sponte nascentes inque earum locis natalibus collectae»; 10 апреля 1805 года был избран членом Леопольдины. Отредактировал и значительно дополнил труд по лесоводству Христофа Крюгера фон Крюгегейма «Forstwissenschaftliche Bemerkungen uber die wesentlichsten Gegenstande der Forstverwaltung zur Verbesserung und bestandigen Erhaltung der Walder» (Дерпт, 1806). Фитингоф снабдил этот труд примечаниями о культуре наиболее полезных древесных пород в России и в особенности в Лифляндии. В «Записках Императорского Московского общества естествоиспытателей» поместил статью «Discours sur quelques objets naturels recueillis au Caucase» (Т. III. — С. 97—102.). Составил по карманному лечебнику графа Л. Бертольда, изданному в 1805 году в Мангейме, «Наставление, каким образом можно предохранить себя от поноса с резом и как поступать одержимым оною болезнью для совершенного от неё освобождения».
При открытии Российского библейского общества был избран одним из его директоров.
Был членом-учредителем и президентом Императорского Санкт-Петербургского минералогического общества, президентом Императорского человеколюбивого общества, членом академий наук Эрлангенской и Эрфуртской, Вольных экономических обществ в Санкт-Петербурге и Риге, членом Императорского Общества естествоиспытателей в Москве, почётным членом Московского университета и Курляндского общества литературы и искусства.
Разбитый параличом в 1825 году, до самой смерти (17 (29) апреля 1828 или в 1829 году) вынужден был проводить время в бездействии в своём родовом имении Мариенбурге.

## Семья

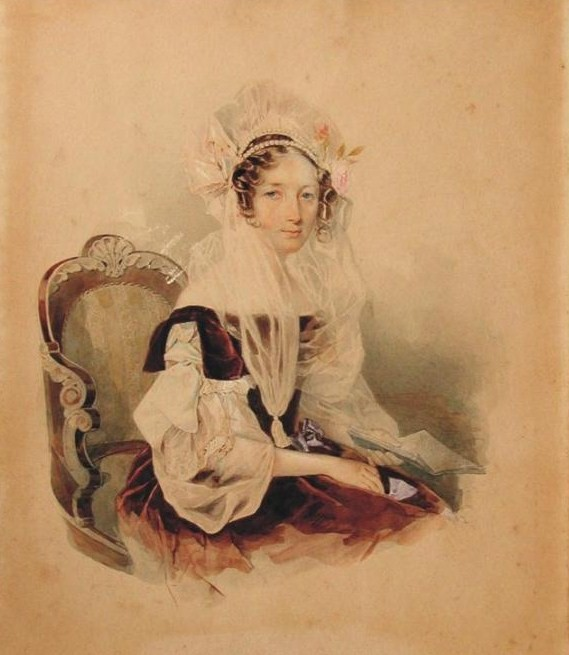
Княгиня Шарлотта Мещерская

Жена (с 6 октября 1791 года) — баронесса Екатерина Елизавета Шарлотта (Екатерина Андреевна) фон Ливен (20.08.1776—01.10.1843), дочь генерал-майора барона Андрея Романовича фон Ливена (1726—1781) от его брака с Шарлоттой Карловной Гаугребен (1743—1828), воспитательницей детей императора Павла I. Супруги имели 9 детей (сын и две дочери умерли в младенчестве):
- Пауль (Павел Борисович; 13.02.1793, СПб. — 7.03.1841, СПб.), был женат (с 11.07.1819) на Софии Агнессе Елизавете фон Липхарт (21.07.1800 — 24.09.1856), дочери Отто Карла фон Липхарта (1776—1801) и Иоганны Елены фон Крюденер (1777—1844), наследнице имения Cabbal в Эстляндии. У Павла и Софии Фитингоф было 6 сыновей.
- Екатерина (1794—1795), умерла в детстве
- Анна Шарлотта (4.04.1795 — 23.10.1832, Ревель), была замужем (с 6.09.1814) за Генрихом Карлом Людвигом (Львом Павловичем) фон Лёвенштерн (1783—1843)
- Шарлотта Вильгельмина (Шарлотта Борисовна, приняла имя Наталья Борисовна; 27.08.1796 — 16.10.1841), фрейлина двора, была замужем (с 26 сентября 1817 года)[2] за князем Василием Ивановичем Мещерским (1796 — 14.02.1871), действительным статским советником и камергером. В православии приняла имя Натальи Борисовны, но все домочадцы именовали её Шарлоттой Борисовной. Шарлотта Борисовна имела 11 детей, из которых восемь выжили. Среди них: Елена (1819—1905) и Александр (1822—1900).
- Константин (1798 — 31.08.1798), умер в младенчестве
- Александр Иосиф (Александр Борисович; 16.11.1799 — 13.01.1875),. Был женат (с 3.12.1825, Рига) на Екатерине Генриетте фон Берг (23.03.1806 — 17.09.1877, Мариенбург), дочери капитана Эрнста Рейнгольда фон Берга (1772—1833) и Генриетты Гертруды Вильгельмины Беренс фон Раутенфельд (1785—1871). Супруги имели 8 детей, из которых 2 сына и 2 дочери умерли в младенчестве.
- Екатерина (1800 — ум. в младенчестве)
- Елизавета (Елизавета Борисовна; 1.03.1810 — 2.05.1879, СПб.), была замужем (с 24.11.1843) за Карлом Андреасом (Карлом Осиповичем) Дю-Гамель (Дюгамель) (11.10.1808 — 8.05.1858, СПб.), действительным статским советником, юристом, кодификатором законов
- Каролина (23.03.1813-3.07.1893), была замужем за Виктором фон Карловиц-Марен